# Dahl (Luksemburg)
Dahl (lb. Dol) – wieś (Uertschaft) w północno-zachodnim Luksemburgu, w kantonie Wiltz, w gminie Goesdorf. Do 3 października 2015 miejscowość leżała w dystrykcie Diekirch. Liczy 355 mieszkańców (31 grudnia 2022).